# Cantonul Chenôve
Cantonul Chenôve este un canton din arondismentul Dijon, departamentul Côte-d'Or, regiunea Burgundia, Franța.

## Comune
| Comune             | Populație (1999) | Cod poștal | Cod INSEE |
| ------------------ | ---------------- | ---------- | --------- |
| Chenôve (1)        | 7 149            | 21300      | 21166     |
| Longvic            | 9 332            | 21600      | 21355     |
| Marsannay-la-Côte  | 5 271            | 21160      | 21390     |
| Neuilly-lès-Dijon  | 1 971            | 21800      | 21452     |
| Ouges              | 1 212            | 21600      | 21473     |
| Perrigny-lès-Dijon | 1 479            | 21160      | 21481     |